# Neriglisar
Neriglisar (forma común de su nombre), también conocido como Nebuzaradán (como es mencionado en el Libro de Jeremías 39:13), fue rey de Babilonia entre 560 y 556 a. C.
General y rico hacendado, poseía importantes dominios en Babilonia y en Opis. Durante cierto tiempo fue comisario real de la contabilidad del templo de Sippar. Participó como militar en el asedio a Jerusalén de 587 a. C.. Yerno de Nabucodonosor II, sucedió al hijo de este, Evilmerodac, como resultado de una conspiración palaciega, cuando ya era de edad madura.
Dedicó la mayor parte de su reinado a trabajos pacíficos, como la restauración de templos, palacios, muelles y canales. Solo se le conoce una campaña, en Cilicia, pacificando el país hasta la frontera con Lidia
Murió cuatro años después, siendo sucedido por su hijo Labashi-Marduk.